# 도시 판타지
도시 판타지(영어: urban fantasy 어반 판타지[*])는 현실에 존재하는 공간 및 설정을 배경으로 삼는 판타지의 하위 장르이다. 완전한 허구의 세계관을 만들어 배경으로 삼는 하이 판타지와 대척점에 있다. 도시 판타지는 대부분 현대를 시간적 배경으로 하여 거기에 초자연적 요소를 가미하는 것이 보통이지만 역사의 영역이 된 대과거나 근대, 또는 미래를 배경으로 할 수도 있다. 중요한 전제 조건은 공간적 배경이 도시적인 곳이어야 한다는 것이다.

## 같이 보기
- 현대 판타지